# Hajnówka (gmina)
Pour les articles homonymes, voir Hajnówka (homonymie).
Hajnówka est une gmina rurale du powiat de Hajnówka, Podlachie, dans le nord-est de la Pologne, à la frontière avec la Biélorussie. Son siège est la ville de Hajnówka, bien qu'elle ne fasse pas partie du territoire de la gmina.
La gmina couvre une superficie de 293,15 km2 pour une population de 4 273 habitants.

## Géographie
La gmina inclut les villages de Basen, Bielszczyzna, Bokówka, Borek, Borysówka, Chytra, Czyżyki, Dubicze Osoczne, Dubińska Ferma, Dubiny, Golakowa Szyja, Kotówka, Lipiny, Łozice, Majdan, Mikołajowy Las, Mochnate, Nowe Berezowo, Nowe Kornino, Nowoberezowo, Nowokornino, Nowosady, Olchowa Kładka, Olszyna, Orzeszkowo, Pasieczniki Duże, Pasieczniki Wielkie, Pasieczniki-Stebki, Postołowo, Progale, Przechody, Puciska, Rzepiska, Sacharewo, Skryplewo, Smolany Sadek, Sorocza Nóżka, Sosnówka, Sowiny Grunt, Stare Berezowo, Topiło, Trywieża, Wasilkowo, Wygoda, Wygon et Zwodzieckie.
La gmina borde la ville de Hajnówka et les gminy de Białowieża, Czyże, Dubicze Cerkiewne, Narew et Narewka. Elle est également frontalière de la Biélorussie.